# Detelin Dałakliew
Detelin Dałakliew  (ur. 19 lutego 1983 w Plewenie) – bułgarski bokser, brązowy medalista mistrzostw świata w Bangkoku i złoty, w Mediolanie.

## Kariera amatorska
W 2003 roku podczas mistrzostw świata w Bangkoku zdobył brązowy medal w wadze koguciej. W półfinale pokonał go złoty medalista tych mistrzostw, Ağası Məmmədov.
W 2004 roku zdobył brązowy medal w wadze koguciej podczas mistrzostw Europy w Puli.
W 2004 roku startował na igrzyskach olimpijskich w Atenach, jednak odpadł w drugiej walce, przegrywając z Ağasım Məmmədovem.
W 2006 roku zdobył srebrny medal na mistrzostwach Europy w Płowdiwie. W finale pokonał go Rosjanin Ali Alijew.
W 2008 roku zdobył srebro podczas mistrzostw Europy w Liverpoolu. W finale pokonał go Luke Campbell.
W 2009 roku zdobył upragnione złoto podczas mistrzostw świata w Mediolanie. W finale pokonując Rosjanina Eduarda Abzalimowa.
W 2012 po raz kolejny startował na igrzyskach olimpijskich. Doszedł do ćwierćfinału, gdzie kontrowersyjnie pokonał go jednym punktem Luke Campbell.